# Брёй-ла-Реорт
Брёй-ла-Рео́рт (фр. Breuil-la-Réorte) — коммуна во Франции, находится в регионе Пуату — Шаранта. Департамент коммуны — Шаранта Приморская. Входит в состав кантона Сюржер. Округ коммуны — Рошфор.
Код INSEE коммуны — 17063.

## Население
Население коммуны на 2010 год составляло 416 человек.
| 1962 | 1968 | 1975 | 1982 | 1990 | 1999 | 2010 |
| ---- | ---- | ---- | ---- | ---- | ---- | ---- |
| 395  | 365  | 328  | 353  | 329  | 310  | 416  |